# Jezioro Raduńskie (Pojezierze Starogardzkie)
Jezioro Raduńskie – przepływowe jezioro rynnowe w Polsce położone w województwie pomorskim, w powiecie starogardzkim, w gminie Zblewo na Pojezierzu Starogardzkim. Na północnym krańcu jeziora przebiega droga krajowa nr 22, na południowym zachodzie graniczy z Jeziorem Grygorek.
Ogólna powierzchnia: 18,31 ha